# ثورنتون (أركنساس)
ثورنتون (بالإنجليزية: Thornton, Arkansas)‏ هي مدينة تقع في مقاطعة كالهاون، أركنسو بولاية أركنساس في الولايات المتحدة. تبلغ مساحة هذه المدينة 5 (كم²)، وترتفع عن سطح البحر 97 م، بلغ عدد سكانها 517 نسمة في عام 2000 حسب إحصاء مكتب تعداد الولايات المتحدة.

## التركيبة السكانية
حدّد مكتب تعداد الولايات المتحدة بيانات التركيبة السكانية لثورنتون في تعداد الولايات المتحدة. في ما يلي، التركيبة السكانية حسب تعدادي 2000 و2010.

### تعداد عام 2000
بلغ عدد سكان ثورنتون 517 نسمة بحسب تعداد عام 2000، وبلغ عدد الأسر 206 أسرة وعدد العائلات 143 عائلة مقيمة في المدينة. في حين سجلت الكثافة السكانية 102.8 نسمة لكل كيلومتر مربع (266.3/ميل2). وبلغ عدد الوحدات السكنية 242 وحدة بمتوسط كثافة قدره 48.1 لكل كيلومتر مربع (124.6/ميل2).
وتوزع التركيب العرقي للمدينة بنسبة 56.48% من البيض و41.78% من الأمريكيين الأفارقة و0.19% من الأمريكيين الأصليين و1.55% من عرقين مختلطين أو أكثر و0.97% من الهسبانيون أو اللاتينيون من أي عرق.
بلغ عدد الأسر 206 أسرة كانت نسبة 38.8% منها لديها أطفال تحت سن الثامنة عشر تعيش معهم، وبلغت نسبة الأزواج القاطنين مع بعضهم البعض 51.9% من أصل المجموع الكلي للأسر، ونسبة 13.1% من الأسر كان لديها معيلات من الإناث دون وجود شريك،  بينما كانت نسبة 4.4% من الأسر لديها معيلون من الذكور دون وجود شريكة وكانت نسبة 30.6% من غير العائلات. تألفت نسبة 25.2% من أصل جميع الأسر من عدة أفراد يعيشون في نفس المنزل ونسبة 14.1% كانت تتألف من شخص يعيش بمفرده يبلغ من العمر 65 عاماً أو أكثر. وبلغ متوسط حجم الأسرة المعيشية 2.51، أما متوسط حجم العائلات فبلغ 2.98.
بلغ العمر الوسطي للسكان 36.7 عاماً. وكانت نسبة 25.5% من القاطنين تحت سن الثامنة عشر، وكانت نسبة 7.2% بين الثامنة عشر والرابعة والعشرين عاماً، ونسبة 32.1% كانت واقعةً في الفئة العمرية ما بين الخامسة والعشرين والرابعة والأربعين عاماً، ونسبة 22.1% كانت ما بين الخامسة والأربعين والرابعة والستين، ونسبة 13.2% كانت ضمن فئة الخامسة والستين عاماً فما فوق. يوجد لكل 100 أنثى 86.0 ذكر، ويوجد لكل 100 أنثى في الثامنة عشر من عمرها فما فوق 75.8 ذكر.
بلغ متوسط دخل الأسرة في المدينة 24,375 دولارًا، أما متوسط دخل العائلة فبلغ 31,125 دولارًا. وكان متوسط دخل الذكور 33,472 دولارًا مقابل 16,071 دولارًا للإناث. وسجل دخل الفرد الخاص بالمدينة 14,323 دولارًا. وكانت نسبة 26.6% من العائلات ونسبة 33.9% من السكان تحت خط الفقر، وكان من هؤلاء نسبة 45.1% تحت سن الثامنة عشر ونسبة 32.8% في الخامسة والستين من العمر وما فوق.

### تعداد عام 2010
بلغ عدد سكان ثورنتون 407 نسمة بحسب تعداد عام 2010، وبلغ عدد الأسر 168 أسرة وعدد العائلات 117 عائلة مقيمة في المدينة. في حين سجلت الكثافة السكانية 80.9 نسمة لكل كيلومتر مربع (209.5/ميل2). وبلغ عدد الوحدات السكنية 216 وحدة بمتوسط كثافة قدره 42.9 لكل كيلومتر مربع (111.1/ميل2).
وتوزع التركيب العرقي للمدينة بنسبة 65.11% من البيض و30.96% من الأمريكيين الأفارقة و0.25% من الأمريكيين الأصليين و0.25% من الأمريكيين ذوي الأصول الآسيوية و2.21% من الأعراق الأخرى و1.23% من عرقين مختلطين أو أكثر و2.70% من الهسبانيون أو اللاتينيون من أي عرق.
بلغ عدد الأسر 168 أسرة كانت نسبة 29.8% منها لديها أطفال تحت سن الثامنة عشر تعيش معهم، وبلغت نسبة الأزواج القاطنين مع بعضهم البعض 50% من أصل المجموع الكلي للأسر، ونسبة 14.9% من الأسر كان لديها معيلات من الإناث دون وجود شريك،  بينما كانت نسبة 4.8% من الأسر لديها معيلون من الذكور دون وجود شريكة وكانت نسبة 30.4% من غير العائلات. تألفت نسبة 28.6% من أصل جميع الأسر من عدة أفراد يعيشون في نفس المنزل ونسبة 12.5% كانت تتألف من شخص يعيش بمفرده يبلغ من العمر 65 عاماً أو أكثر. وبلغ متوسط حجم الأسرة المعيشية 2.42، أما متوسط حجم العائلات فبلغ 2.94.
بلغ العمر الوسطي للسكان 43.3 عاماً. وكانت نسبة 21.6% من القاطنين تحت سن الثامنة عشر، وكانت نسبة 8.4% بين الثامنة عشر والرابعة والعشرين عاماً، ونسبة 22.1% كانت واقعةً في الفئة العمرية ما بين الخامسة والعشرين والرابعة والأربعين عاماً، ونسبة 32.4% كانت ما بين الخامسة والأربعين والرابعة والستين، ونسبة 15.5% كانت ضمن فئة الخامسة والستين عاماً فما فوق. وتوزع التركيب الجنسي للسكان بنسبة 48.2% ذكور و51.8% إناث.

## وصلات خارجية
- The US50 - Cities and Towns in Arkansas State
- 2012 United States Census Estimate